# Barre di moderazione
Le barre di moderazione, o barre di controllo, sono delle barre che servono a controllare la reazione di fissione nucleare da parte del combustibile nucleare all'interno del nocciolo o nucleo del reattore a fissione, tramite la cattura di neutroni.

## Principio di funzionamento
Tali barre, che possono essere composte da metalli quali argento, cadmio, indio o da carburi di silicio, vengono inserite a seconda delle esigenze in alternanza alle barre di combustibile fissile, ad esempio per modulare la potenza di produzione energetica del reattore. Praticamente agiscono nella scissione dei nuclei di atomi catturando i neutroni liberati dalla fissione e controllando quindi anche eventuali reazioni a catena instabili durante l'intero processo di creazione dell'energia per trasmutazione. Possono eventualmente arrestare il processo di fissione in caso di criticità risultando così un meccanismo di sicurezza primario nel reattore.
A seconda del tipo di reattore in utilizzo, è quindi opportuno selezionare barre di un materiale con una sezione d'urto in grado di assorbire neutroni desiderati, andando a catturare quindi i neutroni termici, nella maggioranza degli impianti, ma andando ad assorbire neutroni veloci, nel caso di impianti autofertilizzanti.

## Sicurezza
Vista la capacità di queste barre nel controllo della reazione queste barre sono anche il primo sistema per arrestare il reattore in caso di necessità.
Nel corso degli anni il loro mancato, o errato, utilizzo ha portato ad alcuni dei più gravi disastri nella storia recente, ad esempio l'incidente del SL-1 o nel Disastro di Černobyl'
Laddove possibile vengono quindi installate e tenute sospese da elettromagneti sopra al nocciolo, in caso di avaria o attivazione manuale, le barre vengono immediatamente rilasciate. Se non è possibile installarle fisicamente sopra al nocciolo, ad esempio per la presenza di separatori liquido-vapore come nei BWR, è previsto un impianto idraulico che le spinga all'interno del nocciolo.
Una volta inserite nel reattore la reazione nucleare viene rapidamente arrestata, bisogna notare che questo sistema non è in grado di agire sul calore di decadimento.